# 아시안 (고양이)
아시안(Asian)은 버마와 비슷하지만 털 색깔과 무늬가 다른 고양이 품종이다. 장모를 가진 아시안들은 티파니 고양이라고 부른다. 캣쇼에서 아시안들은 캣쇼에서 외국종으로 분류된다.

## 기원
이 품종은 1981년 미란다 폰 키르히베르크 남작부인에 의해 사육한 아기 고양이로, 영국에서 개발되었다.

## 설명

### 외형
넓고 둥글며, 가슴은 넓고, 다리는 가늘고 길다. 둥근 머리는 평평한 부분이 없고, 옆모습에 매우 눈에 띄는 점이 있다. 동그랗고 넓은 눈은 노란색이다. 암컷은 수컷만큼 크지 않다. 몸무게는 6~13파운드이다.

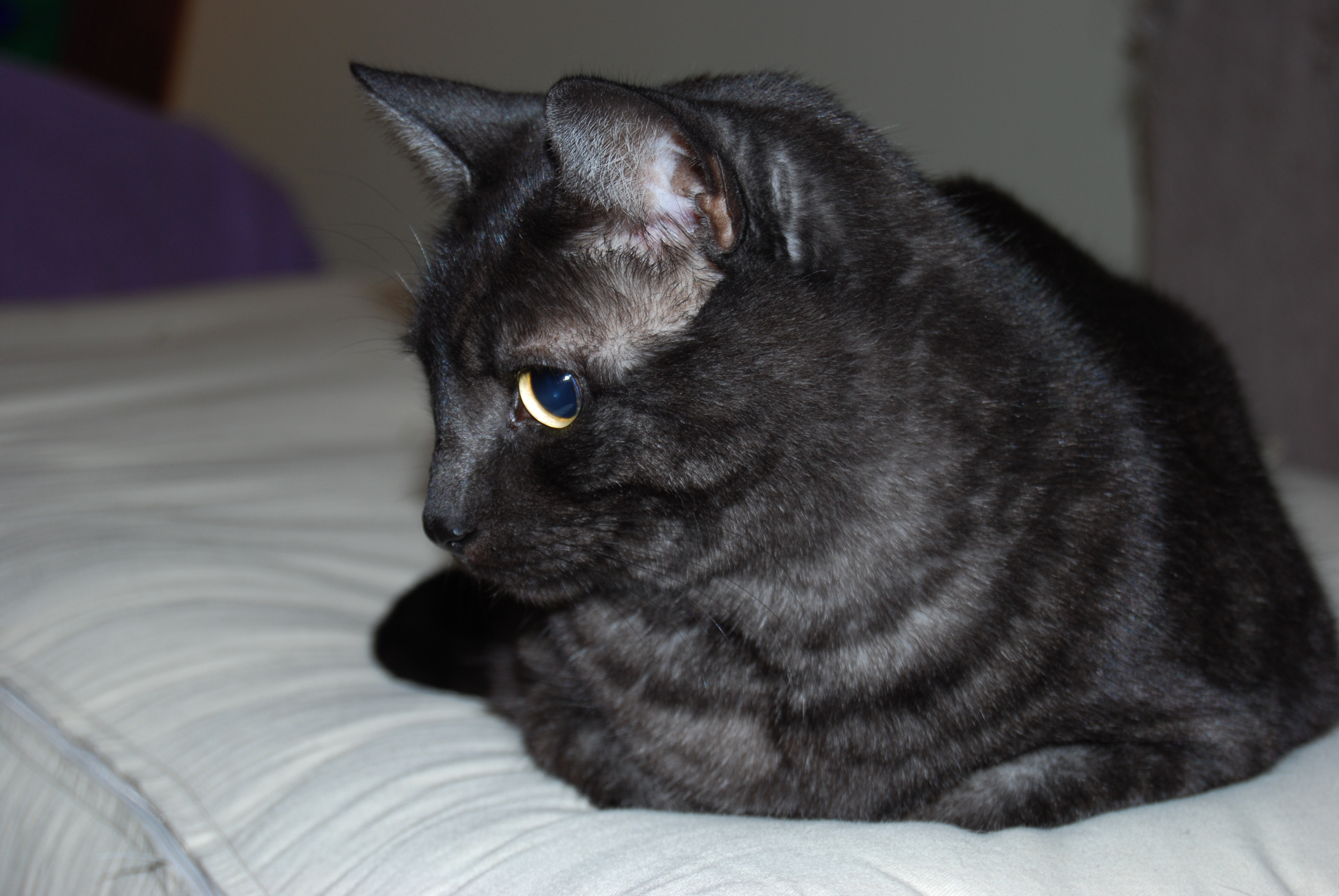
아시안 스모크

#### 털 및 색
아시안의 단모는 곱고, 새틴하고 윤기가 있으며, 여러 가지 색상과 무늬가 있다. 아시아 쇼트헤어는 4개의 다른 종류로 분류된다. 아시안 셀프 (검은 아시아 셀프인 봄베이 포함), 아시안 태비, 아시안 스모크, 그리고 버밀라이다.

### 성격
아시안들은 매우 다정하고 아이들을 잘 다룬다. 그들은 버마고양이들과 비슷한 특징을 공유한다. 그들은 탐험하고, 심지어 여행을 즐기는 것을 좋아한다. 그들은 자기 주장이 강한 다소 시끄러운 고양이이다. 그들은 인간들과 어울리는 것을 좋아하며, 심지어 외부인들에게도 적대감이 없다.

## 번식
암컷은 생후 7~8개월에 첫 발정을 시작한다. 별도의 품종으로 등록되어 있지만 버마 부모 사이에서 자연스럽게 태어날 수 있다. 새끼 고양이 한 마리는 놀랍게도 버마와 아시안 모두를 낳을 수 있다.

## 같이 보기
- 버마고양이